# Gayam Harjo
Gayam Harjo is een bestuurslaag in het regentschap Sleman van de provincie Jogjakarta, Indonesië. Gayam Harjo telt 3970 inwoners (volkstelling 2010).